# Jajčevec
Jajčevec, tudi »melancan« (znanstveno ime Solanum melongena), je do 1 meter visoka rastlina iz družine razhudnikovk, katere plodove uvrščamo med zelenjavo. 
Zreli plodovi temno vijoličaste ali druge barve so jajčaste, kumaraste ali okrogle oblike in lahko dosežejo težo do 1 kg.

## Izvor
Jajčevci verjetno izvirajo iz Indije, kjer so jih poznali že pred 4000 leti. Pri Starih Grkih in Rimljanih niso omenjeni. V Evropo (|Andaluzijo) so jih prinesli Mavri, ki so jih verjetno spoznali v stikih z Arabci. V Italiji se jajčevci (melancani) gojijo vsaj od 16. stoletja.

## Uporaba
Jajčevci se lahko pečejo ali cvrejo na olju, lahko se napolnijo in spečejo, iz njih se dela tudi musaka.
Jajčevci z belimi ali oranžnimi plodovi so lahko tudi okrasne rastline.